# Chiesa di San Terenziano (Cavriago)
La chiesa di San Terenziano la parrocchiale di Cavriago, in provincia di Reggio Emilia e diocesi di Reggio Emilia-Guastalla; fa parte del vicariato della Val d'Enza.

## Storia
La prima citazione di una chiesa a Cavriago è da ricercarsi in un documento datato 17 novembre 996 in cui si attesta che Rolenda di Provenza donava a tale Paulone il castello e la chiesa cavriaghesi. Nel 1059 questa chiesa venne donata al monastero di San Prospero di Reggio nell'Emilia. 
In un documento del 1149 s'apprende che la chiesa di Cavriago era filiale della pieve di San Michele di Modolena, in uno del 1164 che faceva parte della diocesi di Parma e in uno del 1168 che parte del paese era compresa nella diocesi parmense e parte in quella reggiana. L'edificio fu trasformato in stile romanico nel XII secolo e, in base a quanto ritrovato durante gli scavi del 1926, si conosce che era a tre navate.
 Nel 1178 si aprì una diatriba tra i vescovi di Parma e di Reggio su a quale diocesi dovesse appartenere Cavriago; questa controversia terminò nel 1184 quando papa Lucio III assegnò la chiesa alla diocesi di Reggio Emilia. Da uno scritto del 1348 si conosce che detta chiesa, sulla quale la pieve di San Michele di Modolena esercitava ancora la sua influenza, aveva un rettore, il cui nome era Guglielmo degli Orsi. Dalla relazione della visita pastorale del vescovo Marcello Cervini del 1543 si apprende che la chiesa cavriaghese versava in pessime condizioni; dopo questo fatto, l'edificio fu probabilmente restaurato, in quanto nella relazione della visita del 1593 di Claudio Rangoni non si accenna alle cattive condizioni della struttura.
 L'attuale parrocchiale venne costruita sfruttando parte delle fondamenta di quella precedente a partire dal 1615 su progetto del reggiano Francesco Pacchioni. Durante la visita pastorale del 1664, il vescovo Gianagostino Marliani annotò che la chiesa era quasi ultimata. Il campanile venne eretto tra il 1666 ed il 1668 con il contributo economico della popolazione cavriaghese e nel 1750 per volere dell'allora parroco don Antonio Boncompagni fu ingrandito il coro. Nel 1818 l'edificio venne danneggiato da un terremoto e, dunque, ristrutturato; in quell'occasione si rifece la facciata in stile neoclassico. Nel 1832 un'ulteriore scossa arrecò dei danni alla parrocchiale, la quale venne restaurata su progetto di Luigi Groppi. Nel 1926 la chiesa subì per volere del parroco Giuseppe Bozzani un generale lavoro di ristrutturazione, diretto da Guido Guidetti; durante questo intervento, il livello del pavimento fu abbassato di ventisei centimetri. La parrocchiale subì ulteriori restauri nel 1982, nel 2001 e nel 2013.

## Descrizione
La chiesa è a tre navate; la facciata è a salienti ed è divisa in due registri divise da un marcapiano, quello inferiore presenta tre porte e otto lesene, quello superiore una trifora posta in corrispondenza del potale maggiore e quattro cesene. Un'opera di pregio conservata all'interno della parrocchiale è una pala raffigurante San Terenziano in adorazione del Crocifisso.